# Freguesia (Ilha do Governador)
Freguesia é um bairro da Ilha do Governador, Zona Norte do município do Rio de Janeiro. Vem a ser o penúltimo bairro, tendo duas praias com vários quiosques modernos e nova iluminação. Otima para passeios a noite e ciclovia. Chamada "Praia da Freguesia" ou "Praia da Guanabara". Excelente comércio com Restaurantes, Padaria, Lanchonetes, Barbearia, Farmácias, Cabeleireiros, pet shoppings, Bares point com música ao vivo nos fins de semana. Na parte mais ao norte, ocupando 55% do bairro, cercada por áreas verdes, situa-se a área militar naval, conhecida como "Campo da Ilha", abrigando três batalhões do Corpo de Fuzileiros Navais, Humaitá, Riachuelo e Paissandu, instalados desde 1948. Possui o epiteto de Urca da Zona Norte. Também se encontram no bairro a escola de samba Boi da Ilha, além do Bloco Se Cair Eu Como, um dos maiores da Ilha do Governador.
Seu índice de qualidade de vida em 2000 era de 0,839, o 60.º melhor do município do Rio de Janeiro dentre 126 bairros avaliados, sendo considerado regular.

## História
Sua origem deve-se à Ermida (atual Capela de Nossa Senhora da Ajuda), erguida no fim do século XVII, por Jorge de Souza, o Velho, em terras de seu engenho, na porção nordeste da Ilha do Governador. Vem desse tempo, a pequena imagem da Santa colocada por seu fundador. Em 1710, foi criada a freguesia de Nossa Senhora da Ajuda e a ermida em ruínas foi reconstruída em 1743 pelo padre Nunes Garcia, cujas obras foram concluídas pelo padre Francisco Bernandes da Silveira em 1754, já na atual praça Calcutá. Destruída por um incêndio em 1816, foi recuperada em 1865, pelo arquiteto Antônio de Pádua e Castro. No século XIX, a agricultura se intensificou na região e em 1838 chegam as primeiras barcas a vapor que utilizavam uma ponte com atracadouro da Freguesia.
No início do século XX, surgem os primeiros arruamentos na Freguesia e de loteamento na parte final da praia da Guanabara. O bonde que ligava em 1922 a Ribeira ao Cocotá, estende-se em 1935, pela avenida Paranapuã, chegando à localidade do Bananal, no término da praia da Guanabara, onde fazia o retorno. No Bananal fica a “Pedra da Onça”, escultura em homenagem aos gatos-Maracajás, que originalmente habitavam a Ilha. Do local tem-se esplêndida vista da Baía de Guanabara, com a Serra dos Órgãos e o Dedo de Deus ao fundo.

## Geografia
A Praia da Guanabara é banhada pela baía de Guanabara e possui águas calmas totalmente sem ondas e de um tom escuros por causa da poluição, tem areias claras e finas. Por ser poluída é considerada imprópria para banho, mas de vez em quando suas águas ficam com melhor qualidade. Mais precisamente a extremidade leste da Ilha do Governador, é o ponto mais movimentado da vida noturna do bairro e sede dos imóveis mais valorizados. Ao longo da praia há uma bela vista da baía de Guanabara além de quiosques e restaurantes, tornando-se um frequentado ponto de encontro dos moradores. Sua orla é aproveitada para passeios e prática de esportes.[carece de fontes?]

## Estrutura
O acesso principal da Freguesia é a avenida Paranapuã, nome indígena que significa "seio do mar", era a antiga Estrada da Freguesia. O bairro é predominantemente residencial, abrigando as favelas Silva Campos, Tremembé, Morro das Araras, Budapeste, e a maior delas, a Bela Vista da Pichuna. Essas comunidades surgiu em encostas, por volta de 1930, ganhando o nome original de “Bela Vista das Pichunas”, devido aos ratos ferozes que infestavam a área, consolidando-se a partir de 1951, com expansão na década de 80, tendo hoje cerca de oito mil moradores. Seu acesso se dá pela rua Magno Martins, antiga estrada das Pedrinhas. O bairro foi sede do jornal O Suburbano, do colégio Paranapuã, onde existia o antigo Tabuão.
Como atrações do bairro, a igreja Nossa Senhora da Ajuda, tombada pelo Patrimônio Histórico e Artístico Nacional, a praça Calcutá (antiga Carmela Dutra), o Centro de Atendimento Psicossocial Ernesto Nazareth, um dos pontos responsáveis pela erradicação da febre amarela no Rio, no início do século XX, e a praia da Guanabara, extensa, com arborização densa em grandes trechos, com quiosques bares e restaurantes ao longo da orla.
O bairro possui comércio reduzido; uma loja salgados e doces na travessa Costa Carvalho; uma drogaria na rua Comendador Bastos e outra na Av. Paranapuã; um posto de combustível na Av. Paranapuan; um açougue e mercearia na Av das Ilhas, 3 hotéis ao longo da orla da guanabara, uma pizzaria na rua Comendador Bastos e um mini-mercado na rua Magno Martins.

## Educação
O setor público conta com a Creche Municipal Maria Aguiar, Escola Municipal Rotary, o Colégio Estadual Prefeito Mendes de Moraes e o CIEP João Mangabeira, para ensino primário, fundamental, médio, e integral respectivamente; O setor privado conta com a Escola Bretanha e os colégios EDEL, Universo dos Sonhos, Ceeduca , Freitas e entre outros ...